# Мишал ел Ахмед ел Џабер ел Сабах
Мишал ел Ахмед Ал-Џабер ел Сабах  (Кувајт Сити, 27. септембар 1940) је емир Кувајта, који влада од 2023. године. Мишал је већи део своје каријере провео у кувајтском безбедносно-обавештајном апарату. Пре него што је постао емир са 83 године, био је најстарији престолонаследник на свету.

## Биографија
Мишал је рођен 27. септембра 1940. од Ахмеда ел Џабера ел Сабаха током владавине његовог оца (1921–1950) као десети владар Кувајтског шеика. Мишал је био Ахмедов седми син и млађи је полубрат по оцу три емира Кувајта: Џабер ел Ахмед ел Џабер ел Сабах (1977–2006), Сабах ел Ахмед ел Џабер ел Сабах (2006–2020) и ел Џабер ел Џабер (2020–2023).
Мишал је похађао школу Ал Мубаракија у Кувајту за основно образовање, затим је отишао у иностранство у Уједињено Краљевство на студије на Хендон полицијски колеџ, на који је дипломирао 1960. године. Након што је дипломирао на Хендону, Мишал се придружио кувајтском Министарству унутрашњих послова. Од 1967. до 1980. био је начелник обавештајне службе и службе државне безбедности МУП-а. У овој улози, надгледао је развој обавештајне организације у Кувајтску државну безбедност, а Мишал је био њен први директор.
Дана 13. априла 2004. тадашњи емир Џабер ел Ахмед ел Џабер ел Сабах именовао је Мишала за заменика начелника Кувајтске националне гарде на нивоу министра, заменивши Навафа на тој позицији. Заменик шефа је једна од најмоћнијих функција унутрашње одбране Кувајта, а Мишал је био најмоћнији човек у агенцији, јер је шеф симболична позиција коју заузима Салем ел Али ел Сабах, највиши члан Куће Сабах.
У гарди, Мишал је водио реформу агенције и сузбијање корупције. Током Мишаловог мандата, КНГ се придружио Међународном удружењу жандармерија и полицијских снага са војним статусом 2019. године. Мишал се повукао са своје позиције у гарди 2020. након номинације за престолонаследника.
Убрзо након што је његов полубрат Сабах постао емир 2006. године, Мишал је сматран једним од три највећа доносиоца одлука у владајућој породици ел Сабах. Током свог мандата, Мишал је наводно одбио више улоге како би избегао политичке спорове и одржао своје односе у породици.
Како је здравље његовог полубрата Сабаха почело да нарушава, Мишалов утицај је растао и он је пратио Сабаха у службеним посетама, укључујући клинику Мејо у Сједињеним Државама ради лечења.

## Престолонаследник
Престолонаследник Наваф постао је емир након смрти свог полубрата Сабаха 29. септембра 2020. Према кувајтском закону, Наваф је имао једногодишњи период да одабере свог престолонаследника. После рекордно кратких осам дана, одабрао је свог полубрата Мишала 7. октобра. На посебној седници Народне скупштине Кувајта следећег дана, свих 59 чланова парламента једногласно је одобрило Мишалово именовање. По преузимању улоге престолонаследника у 80. години, Мишал је постао најстарији престолонаследник на свету.
Именовање Мишала, међу најстарије чланове кувајтске владајуће породице, неки аналитичари су протумачили као знак да владари земље желе да избегну значајне промене, као што је прелазак на следећу генерацију лидера. Мишал је изабран уместо других, можда и контроверзнијих, кандидата за престолонаследника, укључујући бивше премијере Насера ел Мохамеда ел Сабаха и Џабера ел Мубарака ел Сабаха, или заменика премијера Насера Сабаха ел Ахмеда ел Сабаха.
Очекивало се да ће Мишал преузети већу улогу од претходних престолонаследника због Навафове старости.  На пример, 2. септембра 2021. Мишал је разговарао са потпредседницом САД Камалом Харис о билатералним односима САД и Кувајта и улози Кувајта у евакуацији Авганистана.
Као одговор на политички застој у Кувајту, престолонаследник Мишал, а не Наваф, објавио је распуштање Кувајтске Народне скупштине 17. априла 2023, позивајући се у телевизијском обраћању на закон који је емиру овластио да то учини.
Мишал је такође представљао Кувајт на важним догађајима у иностранству, укључујући државну сахрану краљице Елизабете II у Вестминстерској опатији у Лондону 2022. и венчање Хусеина, престолонаследника Јордана 2023.

## Владар Кувајта
Мишал је постао емир Кувајта након смрти претходног емира, његовог полубрата Навафа ел Ахмеда ел Џабера ел Сабаха, 16. децембра 2023, након хоспитализације у новембру због хитне медицинске помоћи.
Дана 15. фебруара 2024, Мишал је распустио Народну скупштину усред ескалације тензија између владе у настајању и парламентараца, што је довело до застоја у целој земљи погоршаног употребом увредљивог и неприкладног језика. Три месеца касније, 10. маја, он је по други пут распустио парламент и суспендовао одабране уставне чланове на период који није дужи од четири године, после недеља политичких притисака после ванредних избора у априлу.

## Приватни живот
Мишал има 2 жене: Нурију Сабах ел Салем ел Сабах и Муниру Бадах ел Мутајири. Има 12 деце: 5 синова и 7 кћери. Био је оснивач и био почасни председник Кувајтског радио-аматерског друштва. Такође је био почасни председник Кувајтског удружења пилота авионских инжењера и Дивана песника.

## Почасти
- Француска: Командант Легије части (4. децембар 2018), доделила Флоренс Парли, Министарка оружаних снага[27]
- Бахреин: Члан изузетне класе Ордена шеика Исе бин Салмана ел Калифе (13. фебруар 2024)[28]
- Саудијска Арабија: Огрлица Ордена краља Абдулазиза (30. јануар 2024)[29]
- Оман: Огрлица Реда ел Саида (6. фебруар 2024.)[30]
- Катар: Мач оснивача шеика Џасима бин Мохамеда бин Танија (20. фебруар 2024)[31]
- Уједињени Арапски Емирати: Огрлица Ордена Заједа (5. март 2024)[32]
- Египат: Велики кордон Орден Нила (30. април 2024)[33]
- Јордан: Огрлица Ордена ел Хусеина бин Алија (23. април 2024)[34]
- Турска: Први степен Ордена државе Републике Турске (7. мај 2024)[35]